# Raúl Palacios
Raúl Alejandro Palacios Gamboa (Los Andes, 30 ottobre 1976) è un ex calciatore cileno, di ruolo centrocampista.